# Eudarcia sutteri
Eudarcia sutteri är en fjärilsart som beskrevs av Reinhardt Gaedike 1997. Eudarcia sutteri ingår i släktet Eudarcia och familjen äkta malar.
Artens utbredningsområde är Grekland. Inga underarter finns listade i Catalogue of Life.